# De afdødes skov
De afdødes skov (spansk: Bosque de los Ausentes) er et monument, som findes i Retiroparken i Madrid, og som skal minde om de 191 ofre for togbomberne den 11. marts 2004 i Madrid og den soldat fra specialstyrkerne, som døde, da syv selvmordsbombemænd sprængte sig selv den 3. april 2004.
Monumentet består af 192 oliventræer eller cypresser, én for hver af de dræbte, og det er omgivet af et kanaliseret vandløb, fordi vand er ét af livets symboler. Monumentet ligger på en blid bakke nær ved Atocha-banegården, som var ét af de steder, hvor tragedien udspillede sig.

## Indvielse
Deres majestæter kong Juan Carlos 1. og dronning Sofia af Spanien havde hæderspladserne ved indvielsesceremonien, der fandt sted den 11. marts 2005. De havde æren af at være de første, som nedlagde blomster ved monumentet. Den buket af hvide blomster rummede budskabet "Til minde om alle ofrene for terrorisme".
Alle deltagere i indvielsen holdt fem minutters stilhed, og efter ønske fra ofrenes pårørende blev der ikke holdt taler under ceremonien, men en 17-årig cellist opførte "El Cant dels Ocells" (katalansk = "Fuglenes sang") af Pau Casals. 
Deres kongelige højheder kronprins Felipe og kronprinsesse Letizia, regeringsleder José Luis Rodríguez Zapatero og repræsentanter for alle de politiske partier deltog i indvielsen sammen med statsledere fra tyve lande, deriblandt:
- FNs generalsekretær, Kofi Annan
- Kongen af Marokko, Mohammed 6.
- Afghanistans præsident, Hamid Karzai
- Senegals præsident, Abdoulaye Wade
- Mauretaniens præsident, Maaouya Ould Sid'Ahmed Taya
- Portugals præsident, Jorge Sampaio
- Storhertug Henri af Luxembourg
- Chefen for den Europæiske Unions udenrigspolitik, Javier Solana
- Præsidenten for Europaparlamentet, Josep Borrell
- Ambassadørerne fra de seksten lande, som mistede statsborgere ved angrebene.

40°24′43″N 3°41′13″V / 40.411944°N 3.686944°V